# Абрера
Абре́ра (кат. Abrera, вимова літературною каталанською [əβɾéɾə]) — муніципалітет, розташований в Автономній області Каталонія, в Іспанії. Код муніципалітету за номенклатурою Інституту статистики Каталонії — 80018. Знаходиться у районі (кумарці) Баш-Любрагат (коди району — 11 та BT) провінції Барселона, згідно з новою адміністративною реформою перебуватиме у складі баґарії (округи) Барселона. 

## Назва муніципалітету
Назва муніципалітету можливо походить від власного імені лат. Aprarĭa.

## Населення
Населення міста (у 2007 р.) становить 10.840 осіб (з них менше 14 років — 16,6%, від 15 до 64 — 73,6%, понад 65 років — 9,8%). У 2006 р. народжуваність склала 152 особи, смертність — 49 осіб, зареєстровано 59 шлюбів. У 2001 р. активне населення становило 4.737 осіб, з них безробітних — 424 особи.
Серед осіб, які проживали на території міста у 2001 р., 5.342 народилися в Каталонії (з них 1.707 осіб у тому самому районі, або кумарці), 2.892 особи приїхали з інших областей Іспанії, а 390 осіб приїхало з-за кордону.
Вищу освіту має 7,9% усього населення.
У 2001 р. нараховувалося 3.123 домогосподарства (з них 17,1% складалися з однієї особи, 29,5% з двох осіб,24,8% з 3 осіб, 21,4% з 4 осіб, 5,4% з 5 осіб, 1,4% з 6 осіб, 0,3% з 7 осіб, 0% з 8 осіб і 0,1% з 9 і більше осіб).
Активне населення міста у 2001 р. працювало у таких сферах діяльності : у сільському господарстві — 0,4%, у промисловості — 46,3%, на будівництві — 8,6% і у сфері обслуговування — 44,7%.
У муніципалітеті або у власному районі (кумарці) працює 8.421 особа, поза районом — 2.477 осіб.

### Доходи населення
У 2002 р. доходи населення розподілялися так:
| \| Доходи населення за статтями доходів \| Доходи населення за статтями доходів \| Доходи населення за статтями доходів \| \| Рік \| 2002 р. \| 2001 р. \| \| ------------------------------------ \| ------------------------------------ \| ------------------------------------ \| \| Заробітна платня \| 70% \| 72,7% \| \| Доходи від ведення бізнесу \| 18,6% \| 16,9% \| \| Соціальна допомога \| 11,4% \| 10,4% \| |         |         |
| Доходи населення за статтями доходів |         |         |
| Рік | 2002 р. | 2001 р. |
| Заробітна платня | 70%     | 72,7%   |
| Доходи від ведення бізнесу | 18,6%   | 16,9%   |
| Соціальна допомога | 11,4%   | 10,4%   |

### Безробіття
У 2007 р. нараховувалося 397 безробітних (у 2006 р. — 416 безробітних), з них чоловіки становили 35%, а жінки — 65%.

## Економіка
У 1996 р. валовий внутрішній продукт розподілявся по сферах діяльності таким чином :
| \| Валовий внутрішній продукт \| Валовий внутрішній продукт \| Валовий внутрішній продукт \| \| Рік \| 1996 р. \| 1991 р. \| \| -------------------------- \| -------------------------- \| -------------------------- \| \| Сільське господарство \| 0,1% \| 0% \| \| Промисловість \| 60,7% \| 0% \| \| Будівництво \| 4,5% \| 0% \| \| Послуги \| 34,6% \| 0% \| |         |         |
| Валовий внутрішній продукт |         |         |
| Рік | 1996 р. | 1991 р. |
| Сільське господарство | 0,1%    | 0%      |
| Промисловість | 60,7%   | 0%      |
| Будівництво | 4,5%    | 0%      |
| Послуги | 34,6%   | 0%      |

### Підприємства міста

#### Промислові підприємства
| \| Промислові підприємства міста, за сферою діяльності \| Промислові підприємства міста, за сферою діяльності \| Промислові підприємства міста, за сферою діяльності \| \| Рік \| 2002 р. \| 2001 р. \| \| --------------------------------------------------- \| --------------------------------------------------- \| --------------------------------------------------- \| \| Енергетичні та водні ресурси \| 3,4% \| 2,2% \| \| Хімія та метали \| 9% \| 9% \| \| Переробка металів \| 58,4% \| 59,6% \| \| Продукти харчування \| 3,4% \| 3,4% \| \| Текстиль \| 5,6% \| 6,7% \| \| Виробництво меблів, видання \| 14,6% \| 12,4% \| \| Інше \| 5,6% \| 6,7% \| \| Усього підприємств \| 89 \| 89 \| |         |         |
| Промислові підприємства міста, за сферою діяльності |         |         |
| Рік | 2002 р. | 2001 р. |
| Енергетичні та водні ресурси | 3,4%    | 2,2%    |
| Хімія та метали | 9%      | 9%      |
| Переробка металів | 58,4%   | 59,6%   |
| Продукти харчування | 3,4%    | 3,4%    |
| Текстиль | 5,6%    | 6,7%    |
| Виробництво меблів, видання | 14,6%   | 12,4%   |
| Інше | 5,6%    | 6,7%    |
| Усього підприємств | 89      | 89      |

#### Роздрібна торгівля
| \| Підприємства роздрібної торгівлі міста, за сферою діяльності \| Підприємства роздрібної торгівлі міста, за сферою діяльності \| Підприємства роздрібної торгівлі міста, за сферою діяльності \| \| Рік \| 2002 р. \| 2001 р. \| \| ------------------------------------------------------------ \| ------------------------------------------------------------ \| ------------------------------------------------------------ \| \| Продукти харчування \| 27,8% \| 28% \| \| Одяг та взуття \| 15,1% \| 12,8% \| \| Товари для дому \| 17,5% \| 16,8% \| \| Книги та періодичні видання \| 3,2% \| 3,2% \| \| Промислова хімічна продукція \| 5,6% \| 6,4% \| \| Продукція, пов'язана з транспортними засобами \| 7,9% \| 7,2% \| \| Інше \| 23% \| 25,6% \| \| Усього підприємств \| 126 \| 125 \| |         |         |
| Підприємства роздрібної торгівлі міста, за сферою діяльності |         |         |
| Рік | 2002 р. | 2001 р. |
| Продукти харчування | 27,8%   | 28%     |
| Одяг та взуття | 15,1%   | 12,8%   |
| Товари для дому | 17,5%   | 16,8%   |
| Книги та періодичні видання | 3,2%    | 3,2%    |
| Промислова хімічна продукція | 5,6%    | 6,4%    |
| Продукція, пов'язана з транспортними засобами | 7,9%    | 7,2%    |
| Інше | 23%     | 25,6%   |
| Усього підприємств | 126     | 125     |

#### Сфера послуг
| \| Підприємства міста, що працюють у сфері послуг, за діяльністю \| Підприємства міста, що працюють у сфері послуг, за діяльністю \| Підприємства міста, що працюють у сфері послуг, за діяльністю \| \| Рік \| 2002 р. \| 2001 р. \| \| ------------------------------------------------------------- \| ------------------------------------------------------------- \| ------------------------------------------------------------- \| \| Гуртова торгівля \| 9,3% \| 9,3% \| \| Готелі та готельний бізнес \| 13,9% \| 14,9% \| \| Транспорт та зв'язок \| 32,6% \| 33,8% \| \| Посередницькі фінансові послуги \| 2,3% \| 2,4% \| \| Послуги підприємствам \| 8,3% \| 8% \| \| Послуги фізичним особам \| 22,2% \| 22,9% \| \| Нерухомість та ін. \| 11,4% \| 8,8% \| \| Усього підприємств \| 396 \| 376 \| |         |         |
| Підприємства міста, що працюють у сфері послуг, за діяльністю |         |         |
| Рік | 2002 р. | 2001 р. |
| Гуртова торгівля | 9,3%    | 9,3%    |
| Готелі та готельний бізнес | 13,9%   | 14,9%   |
| Транспорт та зв'язок | 32,6%   | 33,8%   |
| Посередницькі фінансові послуги | 2,3%    | 2,4%    |
| Послуги підприємствам | 8,3%    | 8%      |
| Послуги фізичним особам | 22,2%   | 22,9%   |
| Нерухомість та ін. | 11,4%   | 8,8%    |
| Усього підприємств | 396     | 376     |

## Житловий фонд
У 2001 р. 1,7% усіх родин (домогосподарств) мали житло метражем до 59 м², 36,4% — від 60 до 89 м², 40,9% — від 90 до 119 м² і 21% — понад 120 м².
З усіх будівель у 2001 р. 50,3% було одноповерховими, 30,1% — двоповерховими, 15,1% — триповерховими, 1,8% — чотириповерховими, 1,6% — п'ятиповерховими, 0,7% — шестиповерховими, 0,2% — семиповерховими, 0,2% — з вісьмома та більше поверхами.

## Автопарк
| \| Автомобілі, зареєстровані у місті, за призначенням \| Автомобілі, зареєстровані у місті, за призначенням \| Автомобілі, зареєстровані у місті, за призначенням \| \| Рік \| 2006 р. \| 2005 р. \| \| -------------------------------------------------- \| -------------------------------------------------- \| -------------------------------------------------- \| \| Приватні автомобілі \| 71,7% \| 72,6% \| \| Мотоцикли \| 8,8% \| 8,2% \| \| Вантажівки \| 13,7% \| 13,7% \| \| Трактори \| 1,3% \| 1,1% \| \| Автобуси та ін. \| 4,6% \| 4,4% \| \| Усього автомобілів \| 9.090 шт. \| 8.484 шт. \| |           |           |
| Автомобілі, зареєстровані у місті, за призначенням |           |           |
| Рік | 2006 р.   | 2005 р.   |
| Приватні автомобілі | 71,7%     | 72,6%     |
| Мотоцикли | 8,8%      | 8,2%      |
| Вантажівки | 13,7%     | 13,7%     |
| Трактори | 1,3%      | 1,1%      |
| Автобуси та ін. | 4,6%      | 4,4%      |
| Усього автомобілів | 9.090 шт. | 8.484 шт. |

## Вживання каталанської мови
У 2001 р. каталанську мову у місті розуміли 94,2% усього населення (у 1996 р. — 94,1%), вміли говорити нею 69,5% (у 1996 р. — 
68,5%), вміли читати 71,6% (у 1996 р. — 68,8%), вміли писати 46,2
% (у 1996 р. — 41,7%). Не розуміли каталанської мови 5,8%.

## Політичні уподобання
У виборах до Парламенту Каталонії у 2006 р. взяло участь 4.147 осіб (у 2003 р. — 4.155 осіб). Голоси за політичні сили розподілилися таким чином:
| \| Вибори до Парламенту Каталонії \| Вибори до Парламенту Каталонії \| Вибори до Парламенту Каталонії \| \| Рік \| 2006 р. \| 2003 р. \| \| -------------------------------------- \| ------------------------------ \| ------------------------------ \| \| Конвергенція та Єднання (CiU) \| 21,4% \| 21,3% \| \| Соціалістична партія Каталонії (PSC) \| 36,1% \| 42% \| \| Народна партія (PP) \| 13,5% \| 14,1% \| \| Ініціатива за Каталонію — Зелені (ICV) \| 10,6% \| 9,6% \| \| Республіканська лівиця Каталонії (ERC) \| 11,5% \| 11,2% \| \| Громадяни — Громадянська партія (C's) \| 3,4% \| 0% \| \| Інші \| 3,6% \| 1,9% \| |         |         |
| Вибори до Парламенту Каталонії |         |         |
| Рік | 2006 р. | 2003 р. |
| Конвергенція та Єднання (CiU) | 21,4%   | 21,3%   |
| Соціалістична партія Каталонії (PSC) | 36,1%   | 42%     |
| Народна партія (PP) | 13,5%   | 14,1%   |
| Ініціатива за Каталонію — Зелені (ICV) | 10,6%   | 9,6%    |
| Республіканська лівиця Каталонії (ERC) | 11,5%   | 11,2%   |
| Громадяни — Громадянська партія (C's) | 3,4%    | 0%      |
| Інші | 3,6%    | 1,9%    |

У муніципальних виборах у 2007 р. взяло участь 4.282 особи (у 2003 р. — 4.264 особи). Голоси за політичні сили розподілилися таким чином:
| \| Муніципальні вибори \| Муніципальні вибори \| Муніципальні вибори \| \| Рік \| 2007 р. \| 2003 р. \| \| -------------------------------------- \| ------------------- \| ------------------- \| \| Конвергенція та Єднання (CiU) \| 6,2% \| 5,9% \| \| Соціалістична партія Каталонії (PSC) \| 47,3% \| 50% \| \| Народна партія (PP) \| 12,1% \| 10% \| \| Ініціатива за Каталонію — Зелені (ICV) \| 18,8% \| 19% \| \| Республіканська лівиця Каталонії (ERC) \| 6,1% \| 6,8% \| \| Громадяни — Громадянська партія (C's) \| 0% \| 0% \| \| Інші \| 9,5% \| 8,3% \| |         |         |
| Муніципальні вибори |         |         |
| Рік | 2007 р. | 2003 р. |
| Конвергенція та Єднання (CiU) | 6,2%    | 5,9%    |
| Соціалістична партія Каталонії (PSC) | 47,3%   | 50%     |
| Народна партія (PP) | 12,1%   | 10%     |
| Ініціатива за Каталонію — Зелені (ICV) | 18,8%   | 19%     |
| Республіканська лівиця Каталонії (ERC) | 6,1%    | 6,8%    |
| Громадяни — Громадянська партія (C's) | 0%      | 0%      |
| Інші | 9,5%    | 8,3%    |